# Pteranodontidae
De Pteranodontidae zijn een groep uitgestorven pterosauriërs binnen de Pterodactyloidea.
In 1876 benoemde Othniel Charles Marsh een familie Pteranodontidae om Pteranodon een plaats te geven. Door latere onderzoekers werd Pteranodon echter soms in de Ornithocheiridae geplaatst. Ook was het vaak onduidelijk welke soorten behalve Pteranodon van de Pteranodontidae deel uitmaakten. Meestal werden Nyctosaurus en de slecht bekende vorm Ornithostoma als pteranodontiden gezien.
De eerste die van het begrip een exacte definitie gaf als klade, monofyletische afstammingsgroep, was in 1994 Christopher Bennett: 'die klade van de Ornithocheiroidea die de synapomorfie deelt van een opperarmbeen met een gedraaide deltopectorale kam, die aan de kant van het lichaam een dunne flens heeft die van de kop [van het opperarmbeen] naar het uiteinde van de kam loopt en [welke kam] een uiterste verbreding aan het eind van de kam bezit'. Slechts die soorten waren dus Pteranodontidae die de synapomorfie, het gedeelde nieuwe kenmerk, toonden van een opperarmbeen waarvan de grote aanhechtingskam voor de vliegspieren naar binnen draait en verbreedt, terwijl de dunne rand van de kam die naar het lichaam gekeerd is een kleiner opstaand randje heeft.
Volgens Bennett is Nyctosaurus geen lid van de Pteranodontidae maar Ornithodesmus, Santanadactylus en Anhanguera wel. In deze opvatting zijn de Anhangueridae dus nauwer aan Pteranodon verwant dan aan de Ornithocheiridae. Latere analyses van Alexander Kellner en David Unwin lieten echter het tegendeel zien. Volgens Unwin is daarbij Nyctosaurus wel degelijk nauw aan Pteranodon verwant. Hij gaf echter geen veranderde definitie van Pteranodontidae maar definieerde een nieuwe klade Pteranodontia voor de groep die Pteranodon en Nyctosaurus omvat. Kellner viel Bennett bij in zijn opvatting dat Nyctosaurus dieper in de stamboom staat maar juist daarom valt in zijn fylogenie Pteranodontidae vrijwel met Pteranodon zelf samen en hij zag er voorlopig van af het dus in wezen overbodige begrip een nieuwe definitie te geven. In 2010 splitste hij het geslacht Pteranodon echter en hierdoor werd het toch weer nuttig een zodanig cencept te hebben. Kellner gaf daarvoor een nieuwe definitie: de groep bestaande uit de laatste gemeenschappelijke voorouder van Pteranodon longiceps, Geosternbergia sternbergi en Dawndraco kanzai, en al zijn afstammelingen.
Binnen alle interpretaties van het begrip gaat het om grote, in het zweven gespecialiseerde, pterosauriërs uit het late Krijt.